# Памятник на Румболовской горе
Памятник жертвам блокады Ленинграда на Ру́мболовской горе — мемориал на Румболовской горе в городе Всеволожске. Находится на мемориальной площадке на вершине Румболовской горы, у пересечения шоссе Дорога жизни с Нагорной улицей, в ряду других воинских монументов, в числе которых мемориальное братское кладбище советских воинов, павших в годы Великой Отечественной войны, памятник «полуторке» и памятник погибшим в фашистских концлагерях, а также монументов, посвященных событиям новейшей истории России: воинам, павшим в Чечне, ликвидаторам аварии на ЧАЭС и жертвам авиакатастрофы над Синайским полуостровом.
Памятник был полностью отреставрирован 2018 году — было заменено всё, кроме постамента, сам постамент отремонтирован. Памятник посвящён памяти детей-блокадников, потерявших родителей и умерших в блокадном Ленинграде от голода и холода.
На новой памятной плите, установленной в августе 2018 года, с чёрной мраморной плиты смотрит женщина, держащая на руках обессиленное дитя. Памятный знак служит напоминанием о том, что в годы блокады по вине немецких захватчиков в Ленинграде погибло очень много детей, ещё больше маленьких ленинградцев остались без отцов и матерей. На новой памятной плите отображён рисунок с плаката военного времени, висевшего на углу Разъезжей улицы и Лиговского проспекта, на котором была надпись «Смерть детоубийцам!» и изображена мать с погибшим ребёнком на руках.
На церемонии открытия присутствовали ветераны-блокадники, представители городской власти Всеволожска, общественной организации «Дети блокадного Ленинграда» и Всеволожского общества «Блокадный детский дом». Инициатива создания памятника принадлежит местному депутату города Всеволожска Олегу Шутову.

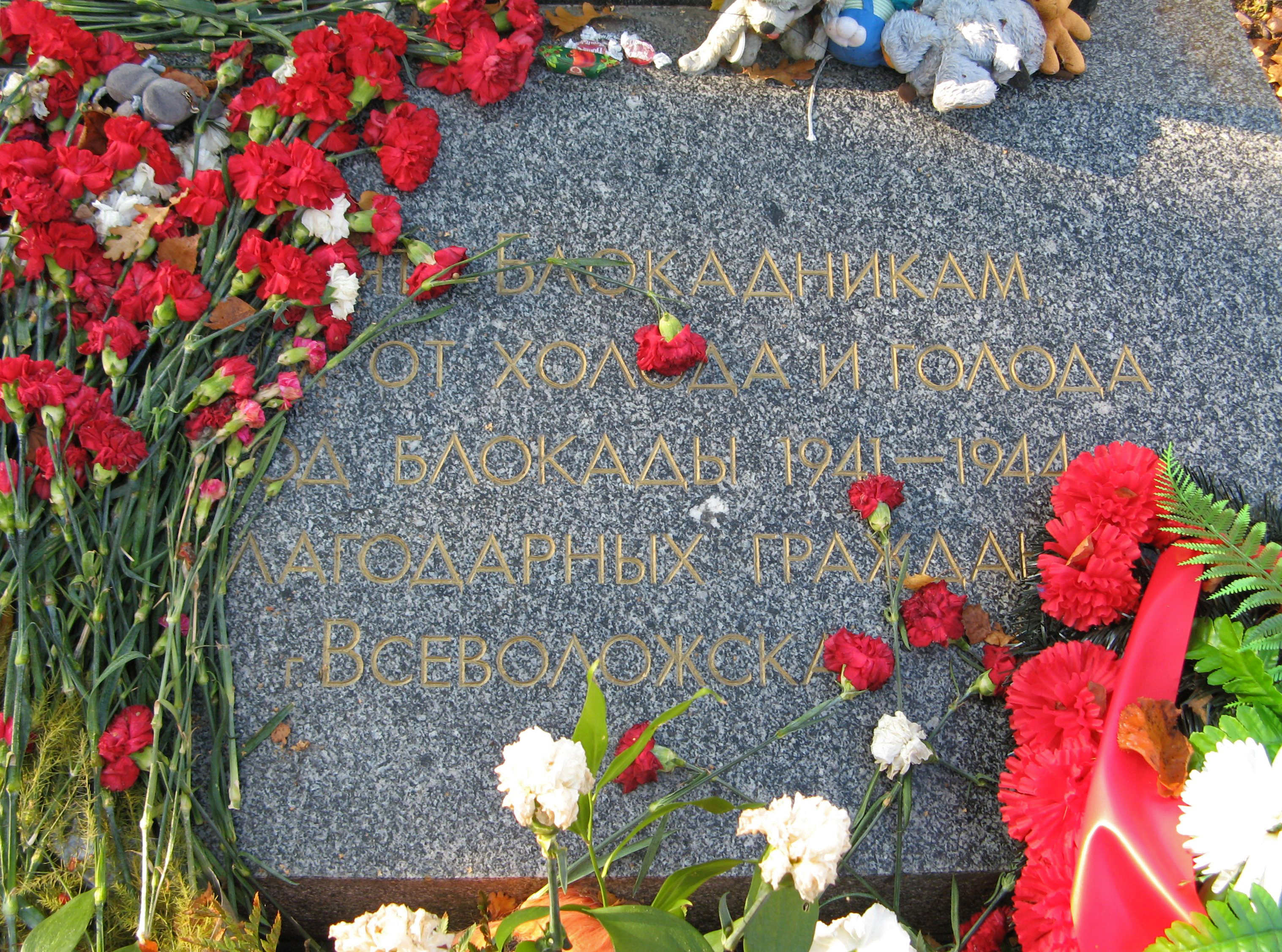
Плита с надписью